# 卡拉卡拉鷹屬
，是隼科巨隼亞科下的一個屬，其下現存凤头巨隼一個種，並有北美及南美兩種亞種，這兩個亞種過去被認為是兩個物種但現被合併。此外還有許多化石種存在，而北美凤头卡拉隼的化石也曾发现于拉布雷亚沥青坑中。

## 分類

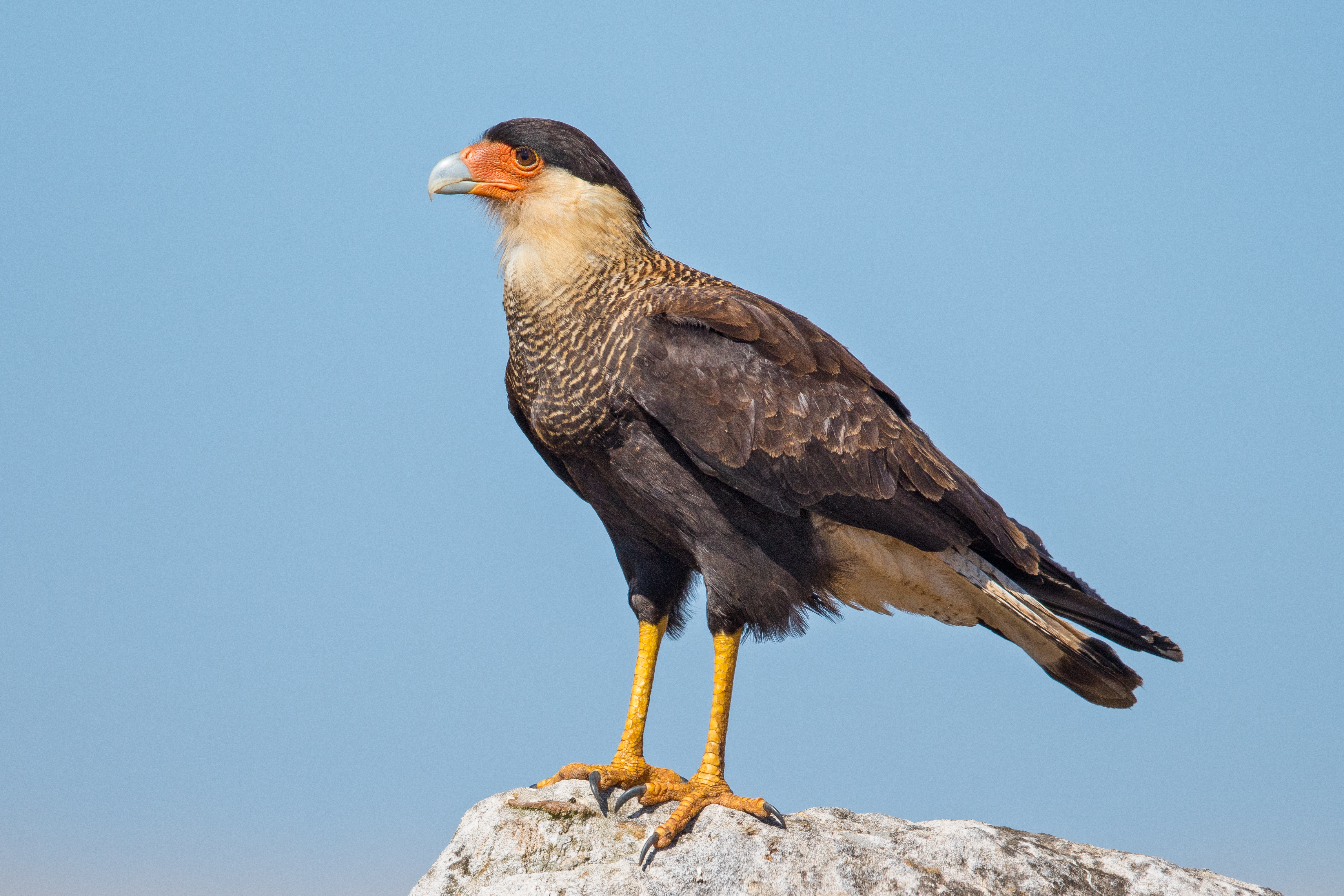
南美亞種

- 凤头巨隼 Caracara plancus (Miller, JF, 1777)
- †瓜达卢长腿兀鹰 Caracara lutosa (Ridgway, 1876)

### 史前生物
根據化石記錄，該屬曾擁有以下幾個種：
- †Caracara creightoni：更新世晚期[3]
- †Caracara tellustris：更新世晚期[4]
- †Caracara major：更新世晚期[5]
- †Caracara latebrosus：更新世晚期[6]
- †Caracara seymouri：更新世晚期[7]

## 扩展阅读
- Dove, C. & R. Banks. 1999. A Taxonomic study of Crested Caracaras (Falconidae). （页面存档备份，存于） Wilson Bull. 111(3): 330–339.